# Pop-rap
Pop-rap er et løst defineret udtryk som referer til fusionen af hiphops rap med popmusik-elementer såsom melodiøse vokaler og lyse, iørefaldende toner. Mens numre ofte varierer i lyd, holder de fleste af dem til enkle versomkvæd-popstrukturer og sangtekster er ofte mere alvorlige og radiovenlige end andre hiphopgenrer.
Den slags fusioner kan blive fundet så langt tilbage til de tidlige 1980'er, ligesom den succesfulde single "Wot!/Strawberry Dross". Bestemte tidligere pop-rapkunstnere lavede hiphop med popappel ved at fortælle humoristiske historier i deres sangtekster, især DJ Jazzy Jeff & The French Prince, og andre, såsom Heavy D & The Boyz,  bragte hiphops aggressive og macho lyrik til et mere familieorienteret sted. På trods af tidligere eksemplers tilstedeværelse, blev pop-rap kun til en fremtrædende og etableret hiphopgenre i 90'erne og hen imod slutningen af årtusindet, med kunstnere såsom Vanilla Ice og MC Hammer der blev populære i stigende grad. Som hiphop brød ud til mainstreamen, vendte flere kunstnere til pop-rap og startede med at indarbejde sunget hooks og lysere lyrik, inklusive hardcore hiphop-kunstnere ligesom The Notorious B.I.G, Ja Rule og 2Pac. Denne drejning resulterede i masser af rappere og hiphophandlinger i 2000'erne, inklusive Black Eyed Peas, Eminem, 50 Cent og Missy Elliott der nød ekstrem diagramsucces og bred, mainstream opmærksomhed. 
I 2010'erne blev pop-rap mere populært, med mange popkunstnere der samarbejdede med rappere for at skabe hits. Andre nøglefaktorer i væksten af pop-rap indeholder introduktionen af auto-tune, en produktionsteknik som retter sang, og indflydelsen af kunstnere såsom Kanye West og Drake som eksperimenterede og udvidede rigerne af pop-rap. Som et resultat, fastholder pop-rap fremtrædende plads i både underjordisk og mainstream scener, hvor det ofte er kombineret med genrer som trap og moderne R&B. Mange pop-rapkunstnere både 
synger og rapper også i deres musik.